# NGC 6296
NGC 6296 (również PGC 59690 lub UGC 10719) – galaktyka spiralna z poprzeczką (SBbc), znajdująca się w gwiazdozbiorze Wężownika. Odkrył ją Albert Marth 17 czerwca 1863 roku.